# 西藏毛脉杜鹃
西藏毛脉杜鹃（学名：Rhododendron niveum）为杜鹃花科杜鹃花属下的一个种。

## 扩展阅读
- 維基物種上的相關：西藏毛脉杜鹃